# L'Affaire Mori
Pour plus de détails, voir Fiche technique et Distribution.
L'Affaire Mori (titre original : Il prefetto di ferro, littéralement : Le Préfet de fer) est un film réalisé par Pasquale Squitieri, dont le scénario est inspiré d'un roman d'Arrigo Petacco et sorti en 1977.

## Synopsis
Le film raconte l'histoire de Cesare Mori, un préfet italien envoyé en 1925 avec des pouvoirs spéciaux en Sicile par Mussolini pour combattre la Mafia.

## Fiche technique
- Titre original : Il prefetto di ferro
- Réalisation : Pasquale Squitieri
- Scénario : Pasquale Squitieri, Ugo Pirro et Arrigo Petacco d'après un roman d'Arrigo Petacco
- Musique : Ennio Morricone
- Montage : Ruggero Mastroianni
- Cascades : Nazzareno Zamperla
- Société de production : Rizzoli Film
- Société de distribution : Cineriz
- Genre : Police, drame et thriller
- Durée : 110 minutes
- Pays d'origine : Italie
- Langue originale : italien
- Format : couleur (Technicolor) - 2.35:1
- Son : Mono

## Distribution
- Giuliano Gemma (VF : Claude Giraud) : le préfet Cesare Mori
- Claudia Cardinale (VF : Michèle Bardollet) : Anna Torrisi
- Stefano Satta Flores (VF : Michel Paulin) : le major Spano
- Francisco Rabal : le brigand Don Calogero Albanese
- Massimo Mollica (VF : William Sabatier) : le procureur Paterno
- Rossella Rusconi (VF : Nicole Favart) : Angela Mori
- Rik Battaglia (VF : Jean-Claude Michel) : Antonio Capecelatro
- Lina Sastri : une femme à Gangi
- Enzo Fisichella (VF : Michel Le Royer) : Galli
- Salvatore Billa : Francesco Dino
- Benito Artesi :
- Gianni Anzellotti :
- Loris Bazzocchi (VF : Alain Dorval) : Vasile
- Giulio Donnini :
- Vespasiano D'Amico :
- Mario Granato :
- Filippo Perego (VF : Jean Berger) : le général d'armée
- Franco Fantasia : le colonel
- Marcello Filotico (VF : Jean Violette) : le questeur
- Enzo Fiermonte (VF : André Valmy) : Carmelo Lo Schiavo
- Pietro Fumelli :
- Luigi Montini (VF : Claude d'Yd) : Cataldo Paternò
- Paul Muller (VF : Jacques Berthier) : le médecin de campagne
- Enrico Maisto :
- Antonio Orlando :
- Vittorio Duse :
- Dino Mele :
- Sergio Fiorentini : un mafieux
- Angelo Boscariol : un carabinier (non crédité)
- Lina Franchi : la femme s'introduisant dans la maison des Mori (non créditée)
- Amedeo Salamon : un passant (non crédité)